# Národní dům v Nuslích
Národní dům v Nuslích, známý dříve též jako Česká státní spořitelna, je novorenesanční budova sloužící v 19. a 20. století jako kulturní a společenské centrum v pražských Nuslích na adrese Nuselská 1, Praha 4 – Nusle čp. 2 v čele nuselského náměstí (dnes náměstí Bratří Synků).

## Historie
Nuselský Národní dům (ND) byl postaven architektem Antonínem Fricem jako reprezentativní stavba v novorenesančním slohu na místě původního nuselského hostince „Na Kovárně“ (Nusle čp. 2), který musel ustoupit z větší části regulaci v rámci „parcelace“ Nuslí v roce 1889, při vyznačení nových ulic a náměstí. Byl dokončen v roce povýšení Nuslí na město a v roce 1898 byl též slavnostně otevřen. K otevření velkorestaurace „Národní dům“ došlo 17. listopadu 1898 se slavnostním promenádním koncertem. Vnitřní zařízení budovy mělo částečně nahradit ubytovací prostory hostince i místnosti, které nabízel blízký Nuselský barokní zámek. Krom restauračních místností tam byla i Občanská beseda v Nuslích s čtenářskou místností (založená již 4. listopadu 1881), spolkový sál, taneční sál, menší obchody i byty. Prostor zejména v přízemí budovy byl i pro přednášky, vystoupení (koncertoval tam i Karel Hašler, pořádaly se sokolské šibřinky, koncerty, druhé slavnostní otevření 10. března 1900 s koncertem kapely Sokola Pražského, posvícení, silvestrovské zábavy), besedy a schůze. Majitel František Hrabánek (vlastnil dům od roku 1899) v roce 1902 zemřel a jeho potomci drželi stavbu zatíženou hypotékou až do 30. prosince 1913. Od roku 1911 v sále „U Přemysla“ pod Nuselským národním domem provozoval „Biograf Světovid“  redaktor Národní politiky Hanuš Kuffner zejména s cestopisnými a vzdělávacími filmy. Od roku 1922 zde krom záložny  fungoval též Hotel Šmíd, který provozoval František Šmíd až do roku 1948, kdy byl ND vyvlastněn. Zůstala Československá státní spořitelna, na níž ND přešel v roce 1963.
V květnu roku 1945 vyrostla mezi ND a čp. 83 přes dnešní Nuselskou třídu třetí nuselská barikáda.

## Popis stavby
Novorenesanční čtyřpodlažní budovu tvoří trojkřídlý objekt, rozevírající se do ulic Nuselské a Čestmírovy. V průčelí do náměstí v nice socha sv. Václava (od roku 1918 do roku 1955 byly pod ní velké hodiny-„orloj“), výrazné římsy oddělující podlaží, dva „dvoupatrové“ pilastry a na nich sochy Přemysla Oráče a kněžny Libuše, balkon a znaky zemí koruny české s bustou Karla Havlíčka Borovského. Od roku 1976 je budova zapsána v seznamu nemovitých kulturních památek. Do Nuselské ulice se obrací plaketa s Otcem vlasti. Proti ní plaketa s císařem Rudolfem II. a mezi nimi Svatováclavská koruna.
Průměrná nadmořská výška základů stavby je 202 m n. m.

## Současnost
Dům je majetkem města Prahy, převážně obytný, v přízemí je expozitura České spořitelny (Nuselská 2/1)